# Notiothops penai
Espèce
Notiothops penai est une espèce d'araignées aranéomorphes de la famille des Palpimanidae.

## Distribution
Cette espèce est endémique de la région de Valparaiso au Chili,.

## Description
Le mâle holotype mesure 3,23 mm.

## Étymologie
Cette espèce est nommée en l'honneur de Luis Enrique Peña Guzmán (1921-1995).

## Publication originale
- Platnick, Grismado & Ramírez, 1999 : On the genera of the spider subfamily Otiothopinae (Araneae, Palpimanidae). American Museum novitates, no 3257, p. 1-25 (texte intégral).